# ティーツェ変換
群論においてティーツェ変換（英: Tietze transformations）は与えられた群の表示を別の（より単純な）表示へ変換するのに用いられる。名前は1908年の論文でこの変換を導入したハインリッヒ・フランツ・フリードリッヒ・ティーツェにちなんでつけられた。
群の表示とは生成元と関係子のことで、形式的には生成元とよばれる集合と関係子とよばれる生成元を基底とする自由群の語からなる集合の組である。ティーツェ変換はいくつかの基本変換からなり、それぞれは明らかに群の表示を同型な群の表示へ変換する。この基本変換は生成元または関係子に作用し、四種類からなる。
逆にティーツェによる基本定理によれば、同型な群の有限表示は有限回のティーツェ変換により一方から他方へ変換することができる。

## 関係子の添加
新たな関係子が既にある関係子から帰結できるとき、表示にその関係子を添加できる。たとえば位数 3 の巡回群がもつ有限表示 G ≅ ⟨ x | x3 = 1 ⟩ をとる。関係式 x3 = 1 の両辺に x3 を掛けると x6 = x3 = 1 となるから関係式 x6 = 1 を関係式 x3 = 1 から帰結できる。したがって G ≅ ⟨ x | x3 = 1, x6 = 1 ⟩ は同じ群の別表示である。

## 関係子の削除
ある関係子が他の関係子から帰結できるとき、表示からその関係子を削除できる。たとえば表示 x6 = x3 = 1 では関係式 x6 = 1 は関係式 x3 = 1 から帰結できるので削除できる。一方でもし関係式 x3 = 1 を削除すると、これは位数 6 の巡回群 G ≅ ⟨ x | x6 = 1 ⟩ を定めるため、群は同型でない。削除する関係子が他の関係子から帰結できるのかに注意を要する。

## 生成元の添加
表示に既にある生成元の語を新たな生成元として添加できる。表示 G ≅ ⟨ x | x3 = 1 ⟩ が与えられたとき  y = x2 とすれば同じ群の別表示 G ≅ ⟨ x, y | x3 = 1, y = x2 ⟩ である。 

## 生成元の削除
ある生成元が他の生成元の語と関係式で結べるとき、表示からその生成元を削除できる。そのためには関係子に現れる削除する生成元をすべて同値な語により置換する必要がある。位数 4 の基本アーベル群がもつ表示 G ≅ ⟨ x, y, z | x = yz, y2 = 1, z2 = 1, x = x−1 ⟩ から生成元 x を削除すると同じ群の別表現 G ≅ ⟨ y, z | y2 = 1, z2 = 1, yz = (yz)−1 ⟩ へ変換される。

## 具体例
次数 3 の対称群がもつ表示 G ≅ ⟨ x, y | x3 = 1, y2 = 1, (xy)2 = 1 ⟩ をとる。生成元 x は置換 (1, 2, 3) と、生成元 y は置換 (2, 3) と対応している。ティーツェ変換により置換 (1, 2) と対応する生成元 z を添加し、生成元 x を削除することで、この表示を G ≅ ⟨ y, z | (zy)3 = 1, y2 = 1, z2 = 1 ⟩ へ変換できる。
- G ≅ ⟨ x, y | x3 = 1, y2 = 1, (xy)2 = 1 ⟩ 出発点
- G ≅ ⟨ x, y, z | x3 = 1, y2 = 1, (xy)2 = 1, z = xy ⟩ 生成元の添加
- G ≅ ⟨ x, y, z | x3 = 1, y2 = 1, (xy)2 = 1, z = xy, x = zy−1 = zy ⟩ 関係子の添加
- G ≅ ⟨ x, y, z | x3 = 1, y2 = 1, (xy)2 = 1, x = zy−1 = zy ⟩ 関係子の削除
- G ≅ ⟨ y, z | (zy)3 = 1, y2 = 1, z2 = 1 ⟩ 生成元の削除

## 注
1. ↑  Tietze, Heinrich (1908), “Über die topologischen Invarianten mehrdimensionaler Mannigfaltigkeiten”, Monatsh. Math. Phys. 19:  1–118, doi:10.1007/BF01736688
2. ↑  Lyndon & Schupp 1977, p. 89.